# ONPG-Test
Der ONPG-Test (Abk. für o-Nitrophenyl-β-D-galactopyranosid-Test) ist ein biochemischer Nachweis für das Enzym β-Galactosidase. Die Hydrolyse des synthetischen Substrates o-Nitrophenyl-β-D-galactopyranosid (ONPG) durch eine β-Galactosidase wird in der mikrobiologischen Diagnostik eingesetzt um Bakterien, zum Beispiel aus der Gattung der Burkholderia, Salmonellen und Nocardien, anhand ihrer β-Galactosidase-Aktivität voneinander zu unterscheiden.

## Grundlagen
Einige Bakterien besitzen das Enzym β-Galactosidase, das es ihnen ermöglicht den Zweifachzucker Lactose zu verstoffwechseln.
Beim ONPG-Test ersetzt das synthetische Galactosid o-Nitrophenyl-β-D-galactopyranosid das natürliche Substrat der β-Galactosidase. ONPG wird wie Lactose durch die Galactosid-Permease in die Zelle hineingebracht und durch die β-Galactosidase hydrolysiert. Hierbei entstehen die beiden Reaktionsprodukte Galactose und o-Nitrophenol. Letzteres verursacht eine gelbe Verfärbung der Testlösung bei positiven Proben.

## Durchführung
Für jede Probe werden in ein steriles Röhrchen je eine ONPG-Scheibe und etwa 200 µl der sterilen Kochsalzlösung hinzugegeben, so dass sich die ONPG-Scheibe vollständig unter der sterilen Kochsalzlösung befindet. Anschließend werden etwa 1 bis 3 Kolonien des zu untersuchenden Bakteriums von einem festen Nährmedium (Agarplatte/Primärkultur) mit Hilfe eines sterilen Stabes in der sterilen Kochsalzlösung suspendiert. Das Röhrchen mit dem Ansatz inkubiert man dann bei 36 ± 1 °C für maximal 24 Stunden und beobachtet, ob sich eine Farbveränderung der Suspension einstellt. 

### Auswertung
Die Ablesung des Testes erfolgt nach etwa 1, 6 und ggf. 24 Stunden. Eine Gelbfärbung der physiologischen Kochsalzlösung zeigt einen positiven ONPG-Test an. Keime, die nach 6 Stunden keine positive Farbveränderung zeigen, sollten bis zu 24 Stunden weiter inkubiert werden. Bleibt die Gelbverfärbung aus, spricht dies für ein negatives Testergebnis.
| ONPG-positive Bakterien    | ONPG-negative Bakterien |
| -------------------------- | ----------------------- |
| Burkholderia cepacia       | Burkholderia stabilis   |
| Burkholderia multivorans   |                         |
| Burkholderia vietnamiensis |                         |
| Burkholderia gladioli      |                         |

Da der ONPG-Test zu falsch positiven Ergebnissen führen kann, wird bei der Diagnose von Staphylokokken gelegentlich alternativ ein Nachweis der β-Galactosidase mit X-Gal durchgeführt.